# Kontanjärvi
Kontanjärvi eller Konttajärvi är en sjö i Finland. Den ligger i kommunen Pihtipudas i landskapet Mellersta Finland, i den centrala delen av landet, 400 km norr om huvudstaden Helsingfors. Kontanjärvi ligger 172 meter över havet. Den är 2,7 meter djup. Arean är 17,5 hektar och strandlinjen är 1,88 kilometer lång. Sjön  ingår i Kymmene älvs huvudavrinningsområde.   I omgivningarna runt Kontanjärvi växer i huvudsak blandskog.